# مارتن دافين
مارتن دافين (بالإنجليزية: Martin Davin)‏ (5 مايو 1905 بدمبارتون في المملكة المتحدة - 9 نوفمبر 1957 في المملكة المتحدة) هو لاعب كرة قدم بريطاني (وحمل سابقاً جنسية المملكة المتحدة لبريطانيا العظمى وأيرلندا) في مركز مهاجم داخلي. لعب مع بولتون واندررز ونادي بوري ونادي دمبرتون وهال سيتي ونادي أردريونيانز.